# Seeing Red
«Seeing Red» (с англ. — «В гневе») — четвёртый эпизод американского мини-сериала «Мисс Марвел» (2022), основанного на одноимённом персонаже комиксов Marvel. В этом эпизоде Камала Хан отправляется в Карачи, Пакистан, чтобы узнать больше о своём таинственном браслете. Действие эпизода происходит в медиафраншизе «Кинематографическая вселенная Marvel» (КВМ), разделяя преемственность с фильмами франшизы. Сценаристами выступили Сабир Пирзада, Эй Си Брэдли и Мэттью Чонси, а режиссёром — Шармин Обаид-Чиной.
Иман Веллани исполняет роль Камалы Хан; в эпизоде также сыграли Зенобия Шрофф, Риш Шах, Самина Ахмад, Фавад Хан, Нимра Буча, Мехвиш Хаят, Адаку Ононогбо, Фархан Ахтар и Арамис Найт.
Эпизод «В гневе» был выпущен на Disney+ 29 июня 2022 года.

## Сюжет
Камала Хан и её мама Муниба едут в Карачи к тёте Сане. Позже она рассказывает Камале, что браслет пытается передать сообщение через видение поезда. На следующий день Камала идёт на вокзал, чтобы провести расследование, но на неё нападает таинственный линчеватель Карим с красными кинжалами, который ошибочно полагает, что она одна из сверхъестественных существ Кландестинов. Затем он ведёт Камалу в убежище Красных Кинжалов, где девушка узнаёт от их лидера Валида, что тайные жители пытаются сломать Завесу Нура. Кландестинам удаётся сбежать из-под стражи Департамента США по ликвидации разрушений (DODC), но Наджма решает бросить Камрана за его выбор помочь Камале. Камала начинает тренироваться с Красными Кинжалами, чтобы овладеть своими способностями, но их прерывают Кландестины. Начинается погоня, и Валид погибает, пытаясь защитить Камалу и Карима. Когда они отбиваются от врагов, Наджма наносит удар по браслету Камалы, отправляя её в видение в ночь раздела.

## Маркетинг
Постер к эпизоду был представлен через 7 дней после его выхода официальным аккаунтом сериала в Твиттере.

## Релиз
Эпизод «В гневе» был выпущен на стриминговом сервисе Disney+ 29 июня 2022 года.

## Реакция
На сайте-агрегаторе рецензий Rotten Tomatoes эпизод имеет рейтинг 100 % со средней оценкой 7,9 из 10 на основе 8 отзывов. Эмма Фрейзер из IGN дала серии 9 баллов из 10 и похвалила игру Веллани. Сара Шаффи из The A.V. Club поставила эпизоду оценку «B+» и отметила, что сражение Камалы и Карима было «самой кокетливой битвой», которую она когда-либо видела. Кирстен Говард из Den of Geek вручила серии 4 звезды из 5 и также подчеркнула кокетливость боя Камалы и Карима. Арезу Амин из Collider поставила эпизоду оценку «B+» и была рада финальному клиффхэнгеру. Брэдли Руссел из GamesRadar присвоил серии 4 звезды из 5 и тоже обратил внимание на финал, назвав его «одним из лучших клиффхэнгеров в КВМ». Оливер Ван Дервурт из Game Rant дал эпизоду 4 звезды из 5 и написал, что «„Мисс Марвел“ продолжает оставаться лучшим сериалом, фокусируясь на Камале и её большой семье, а не на тусклых злодеях».